# Pietro Belly
Pietro Belly (1731 – Torino, 14 luglio 1791) è stato un militare e ingegnere italiano.

## Biografia
Dopo esser stato inviato assieme a Nicolis di Robilant e altri tre cadetti a frequentare una scuola mineraria in Sassonia venne mandato in Sardegna a sostituire il sottotenente d'artiglieria Gio Stefano Ponzio, morto a pochi dal suo arrivo sull'isola di malaria perniciosa, che aveva l'incarico gestire la Fonderia di Villacidro
per conto dell'Intendenza Generale e di controllare la gestione della concessione della Miniera di Montevecchio da parte del console svedese Carlo Mandel, concessione che costui aveva ricevuto nel 1745.
Dopo la morte di Mandel 1759 ricevette dallo Stato sabaudo la concessione della Miniera di Montevecchio (periodo 1759 - 1762).
Il Belly ne sviluppò l'attività estrattiva valutando anche l'opportunità di utilizzo di galeotti  e facendo scavare oltre 500 metri di pozzetti e gallerie, arrivando a produrre 2000 tonnellate del minerale commerciale: una galena, ma poco dopo la produzione sarebbe notevolmente calata portando all'inattività della miniera.
Nel 1759, proseguendo nel suo interesse per lo studio minerario e lo sviluppo delle attività industriali connesse sull'isola apre a Cagliari un laboratorio di metallurgia e nel 1762 divenne il Direttore delle Miniere di Sardegna.
Nello svolgere suo nuovo incarico l'isola divenne oggetto di numerose ispezioni, tra queste ne viene ricordata una effettuata nel 1782 nella Nurra, la regione costituente la parte nord-occidentale della Sardegna, in cui venne posta particolare attenzione alla presenza di minerali sfruttabili nell'Argentiera.
Nel 1770 il Belly contribuì alla nascita del paese di Calasetta sull'isola di Sant'Antioco, creata per ospitare i corregionali provenienti dall'isola tunisina di Tabarka dopo esser stati affrancati dalla schiavitù del Bey di Tunisi,  progettandone lo schema urbanistico caratterizzato dalle intersezioni perpendicolari di strade rettilinee, che nell'assieme compongono uno schema cittadino a scacchiera.
Il 1º febbraio 1784 divenne socio dell'Accademia delle Scienze di Torino.
Morì a Torino, il 14 luglio 1791. Poco prima della sua morte, in una lettera al conte Prospero Balbo comunicava la presenza di un filone di antracite nella foresta di Montarbu, dove cinquant'anni dopo sarà sviluppata la miniera di Seui caratterizzata dalla miglior qualità di carbone estratto dalla Sardegna.
Suo figlio Giuseppe Belly divenne il primo presidente di Cassazione in Sardegna.